# Národní galerie Victoria
Národní galerie Victoria (anglicky National Gallery of Victoria, zkratka NGV) v Melbourne je největší, nejstarší a nejvíce navštěvované umělecké muzeum v Austrálii. Bylo založeno roku 1861. Obsahuje díla všech hlavních uměleckých epoch a směrů a sídlí ve dvou budovách: NGV International se sbírkou mezinárodního umění navrhl Roy Grounds, byla otevřena roku 1968 a roku 2003 rekonstruována pod vedením Maria Belliniho, a Ian Potter Centre s australským uměním, již navrhlo studio Lab Architecture Studio.

## Sbírky

### Fotografie
V roce 1967 NGV založilo první kurátorské oddělení věnované fotografii v australské veřejné galerii , jedné z prvních na světě. Nyní (2020) obsahuje více než 15 000 děl. V témže roce získala galerie do sbírky první dílo, Surrey Hills street 1948 od Davida Moora a v roce 1969 první mezinárodní dílo, Akt 1939 od Františka Drtikola. Prvním fotografem, který v NGV vystavoval samostatně, byl Mark Strizic v roce 1968.  Jennie Boddingtonová, filmařka, byla jmenována první kurátorkou fotografie na plný úvazek v roce 1972, možná teprve třetím takovým jmenováním mezi světovými veřejnými institucemi.

## Galerie

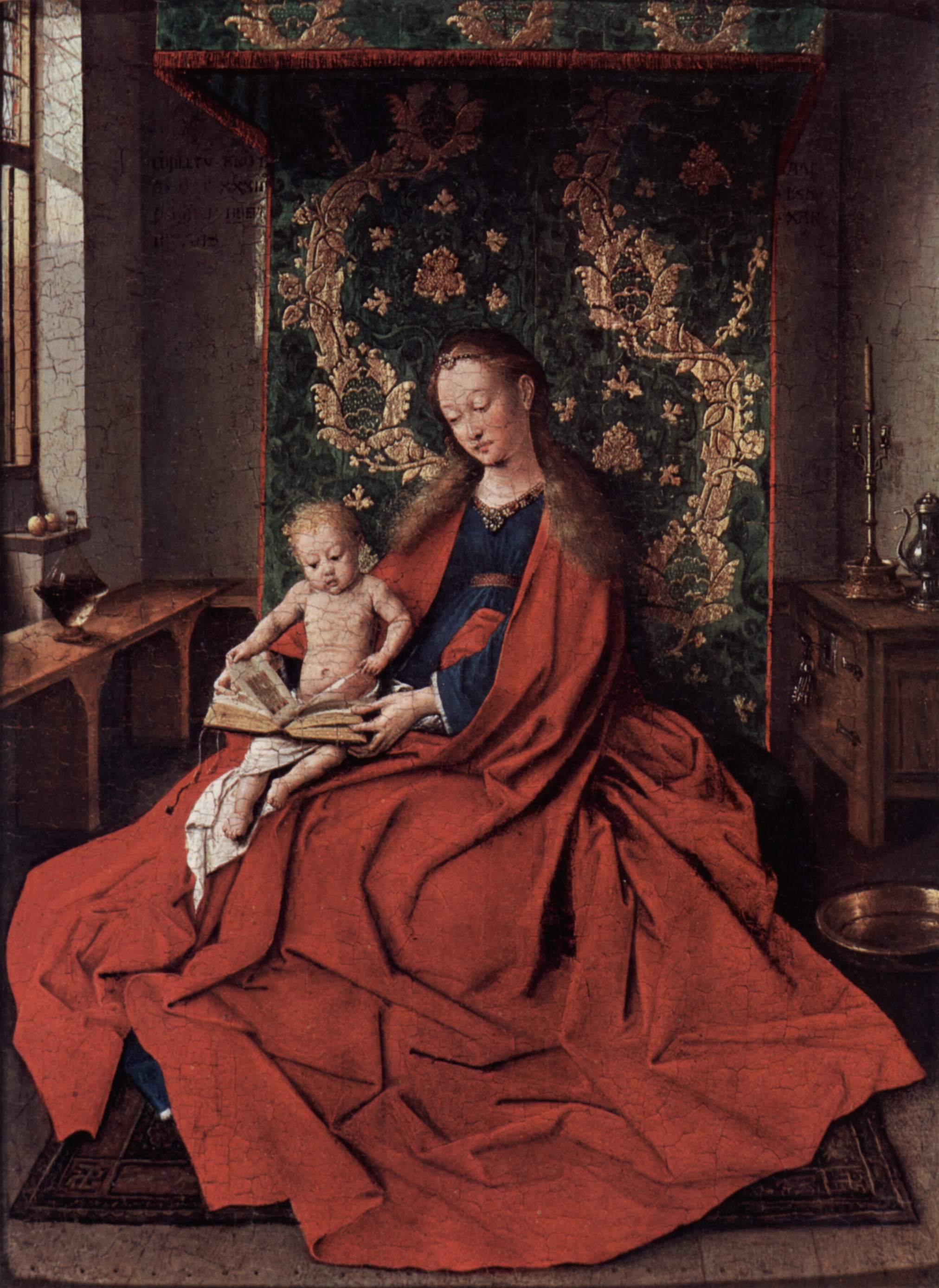
Jan van Eyck (dílna), Madona z Ince Hall, 1433
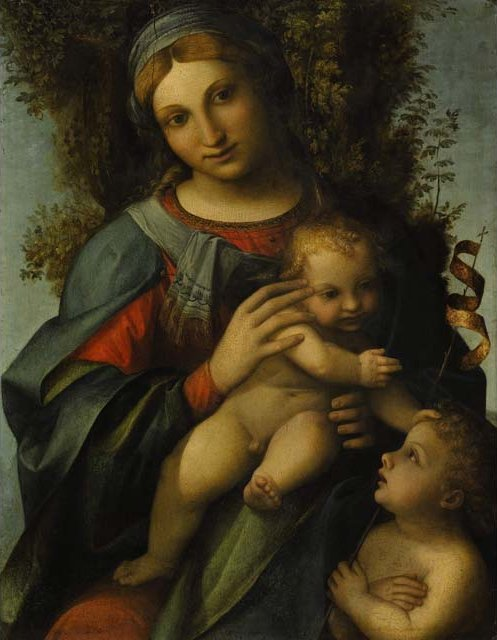
Correggio, Madona s Ježíškem a Janem Křtitelem, 1514–15
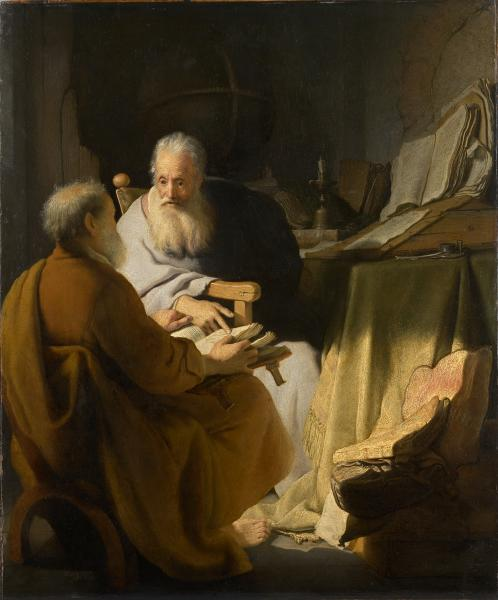
Rembrandt, Disputace dvou starců, 1628
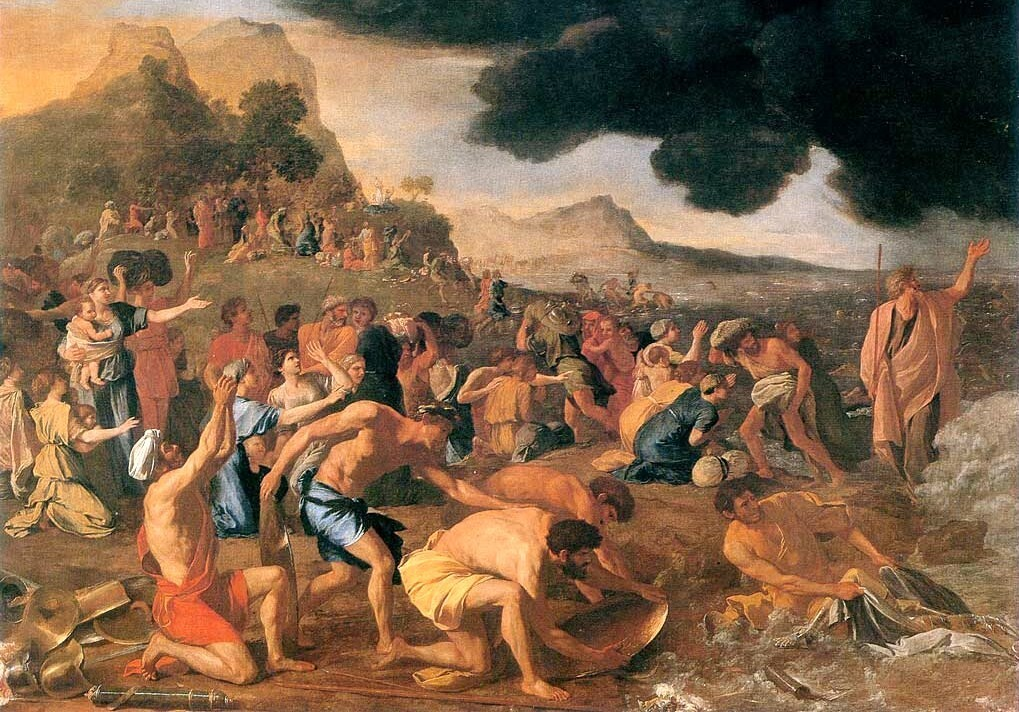
Nicolas Poussin, Přechod Rudého moře, 1634
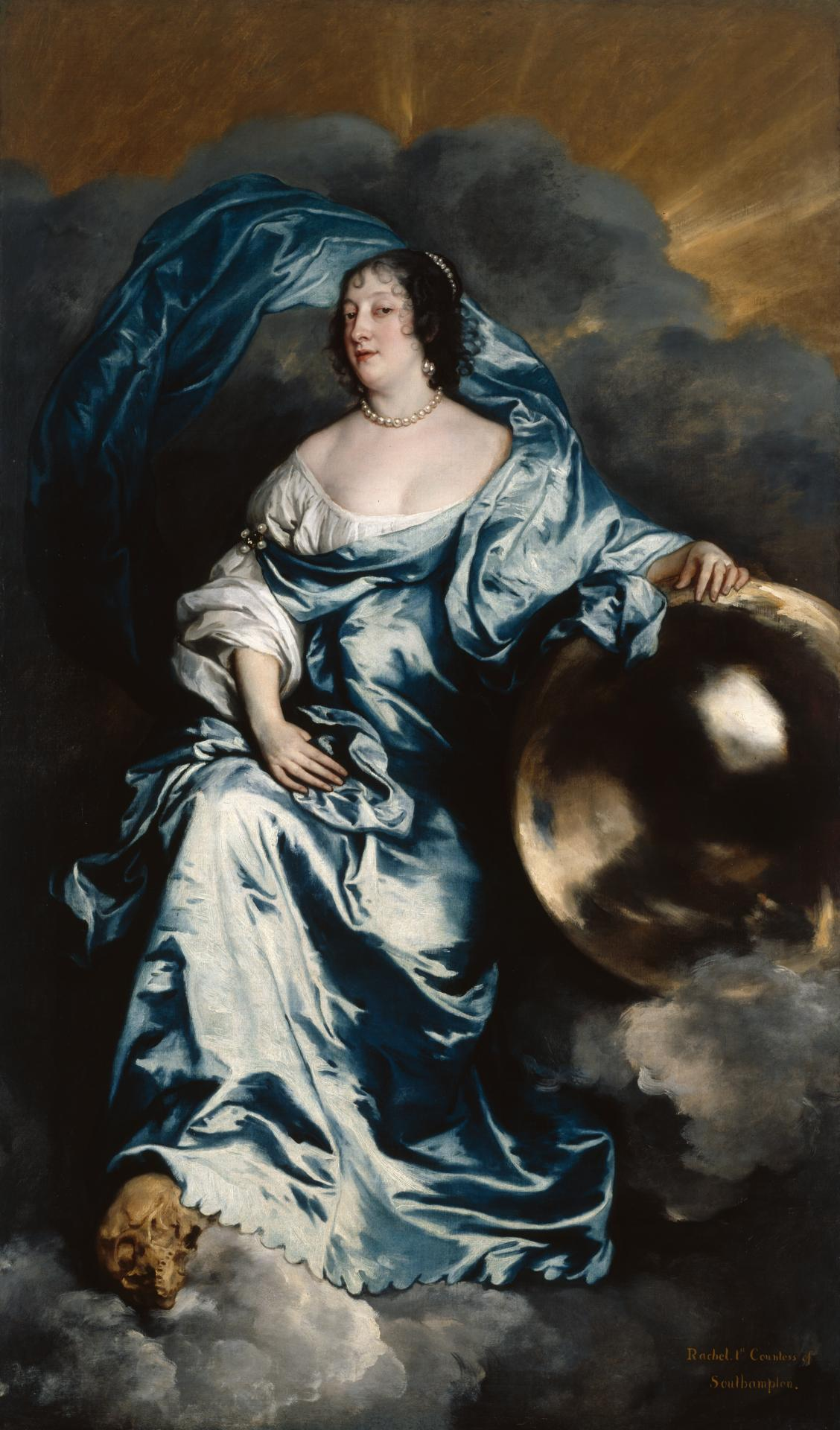
Anthony van Dyck, Rachel de Ruvignyová, 1640
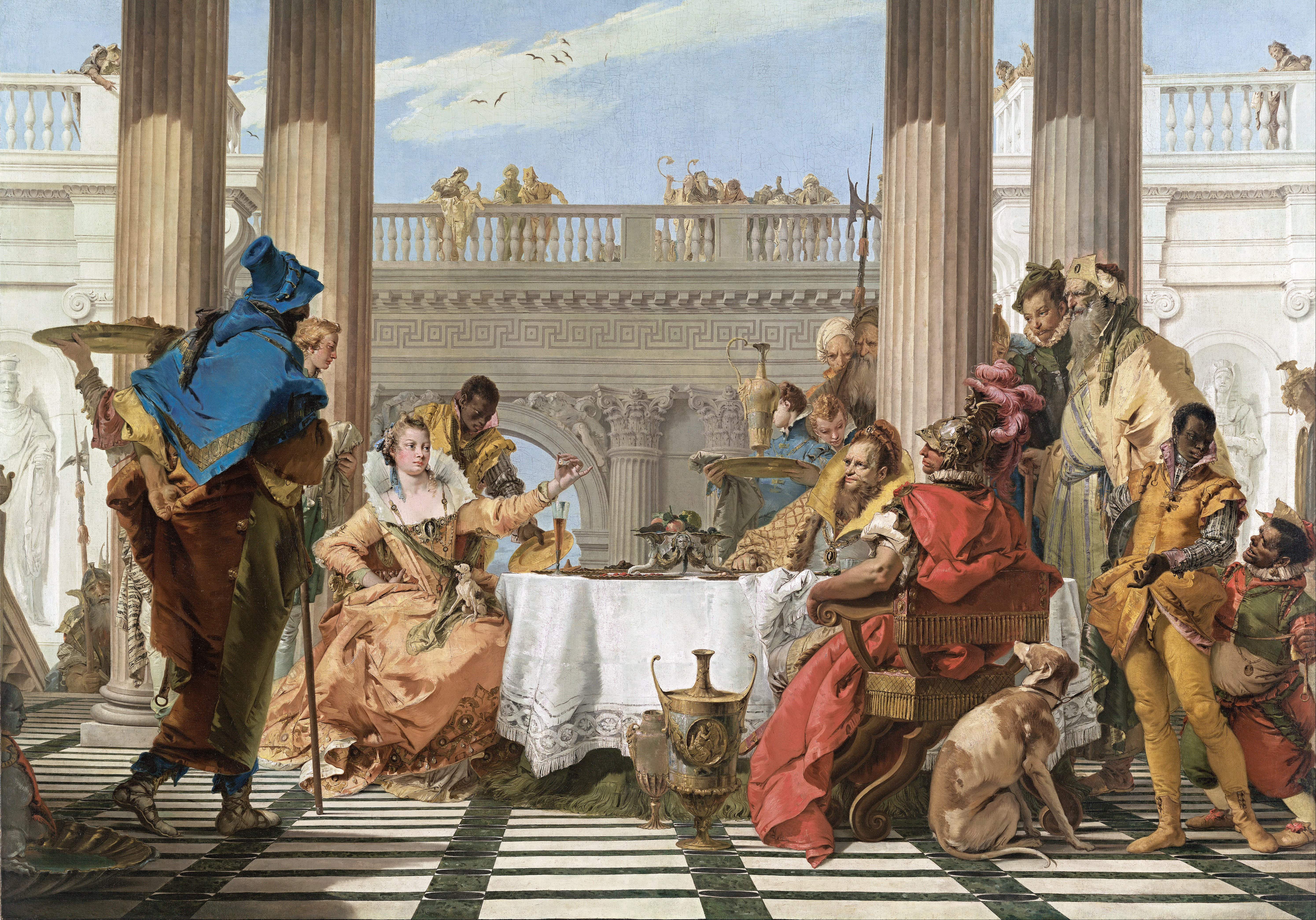
Giovanni Battista Tiepolo, Kleopatřina hostina, 1743–44
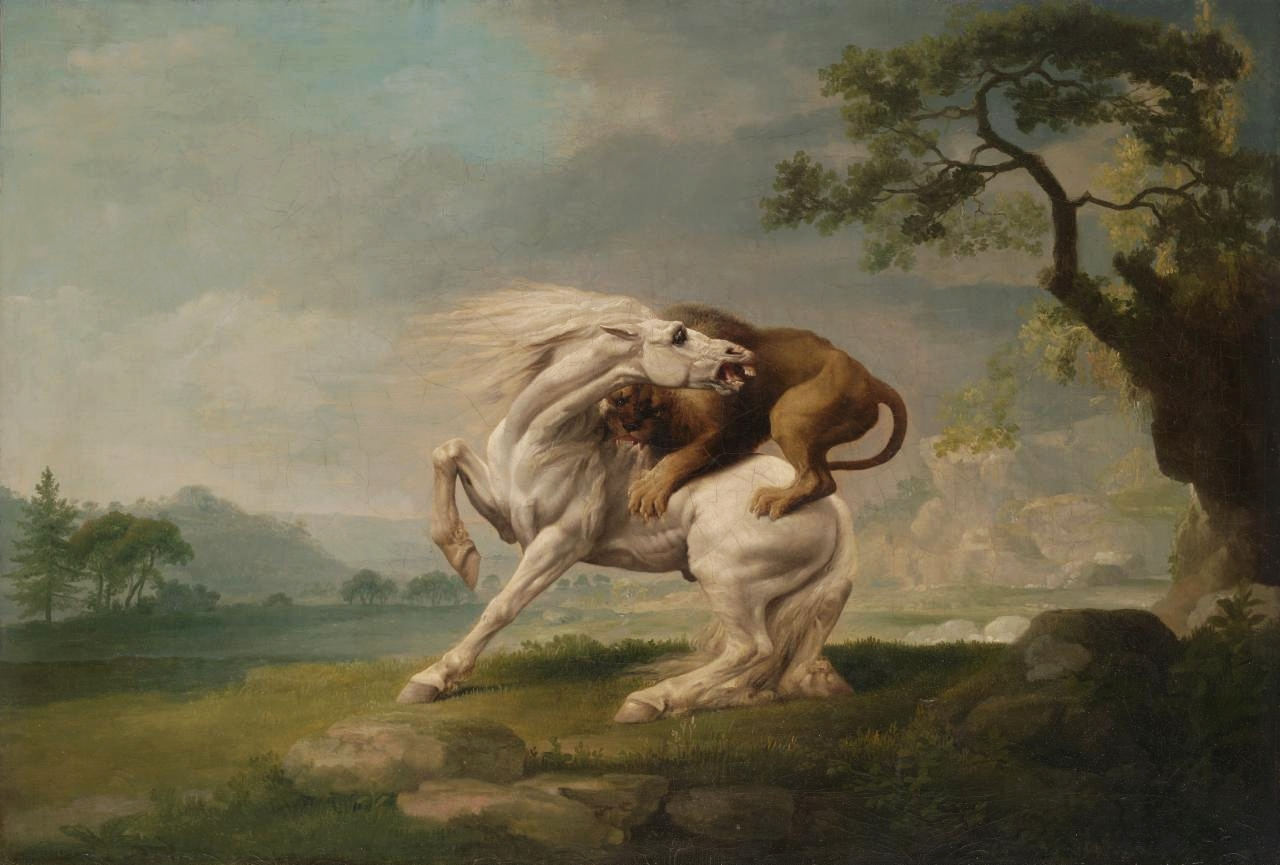
George Stubbs, Lev útočí na koně, 1765
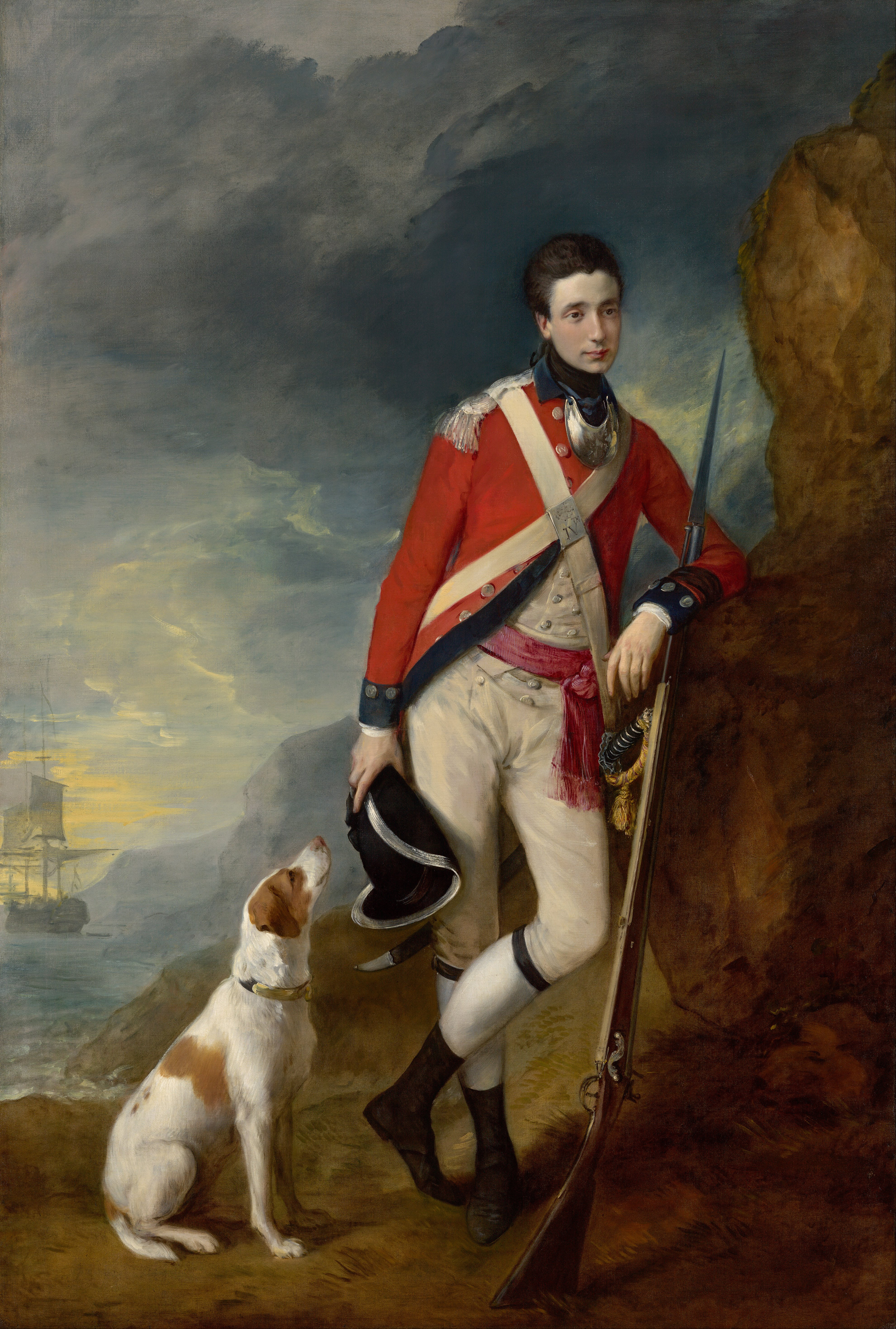
Thomas Gainsborough, Důstojník Čtvrtého pěšího pluku, 1776
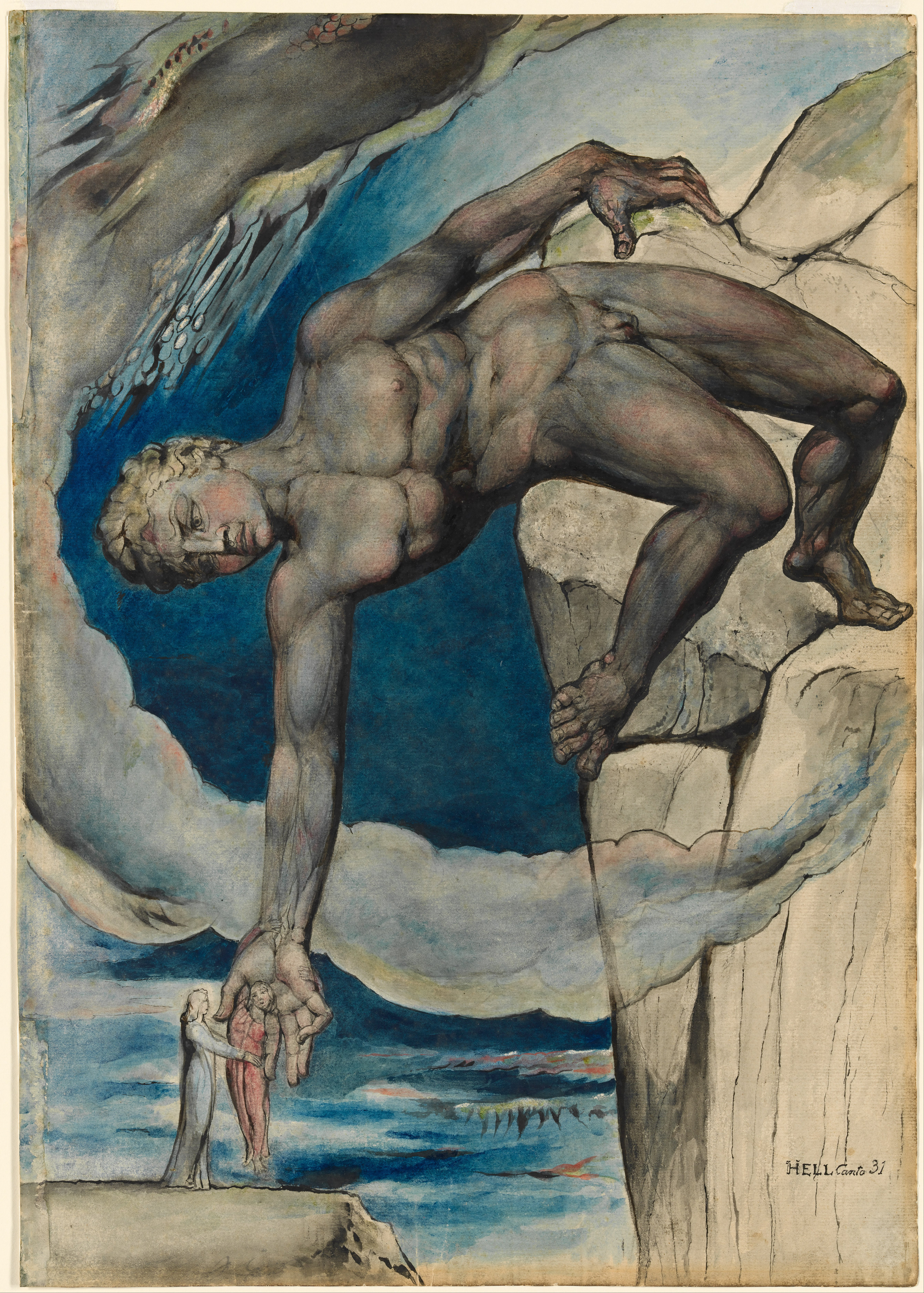
William Blake, Anteus pokládá Danta a Vergilia do posledního kruhu pekla, 1824
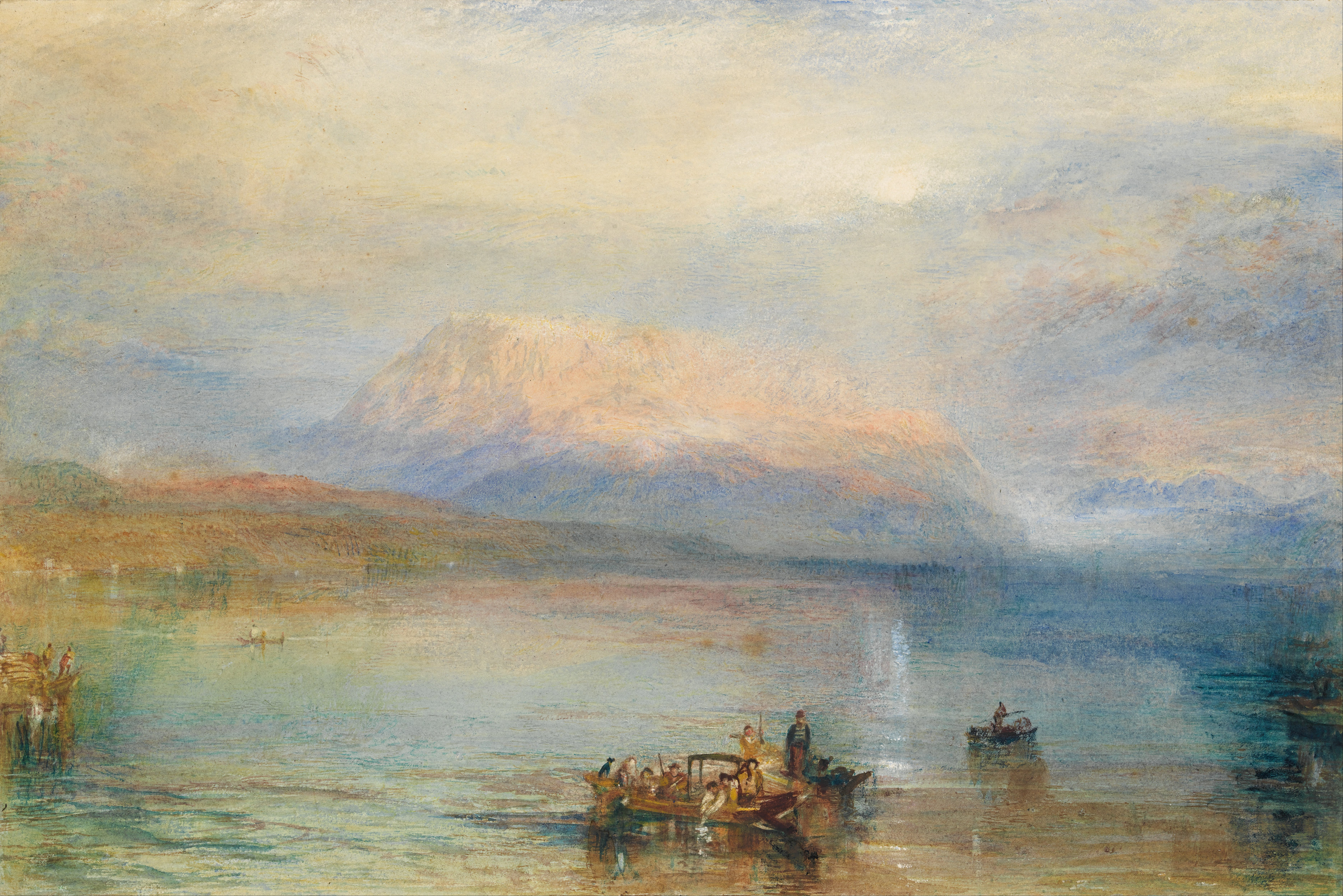
J. M. W. Turner, Červená Rigi, akvarel, 1842
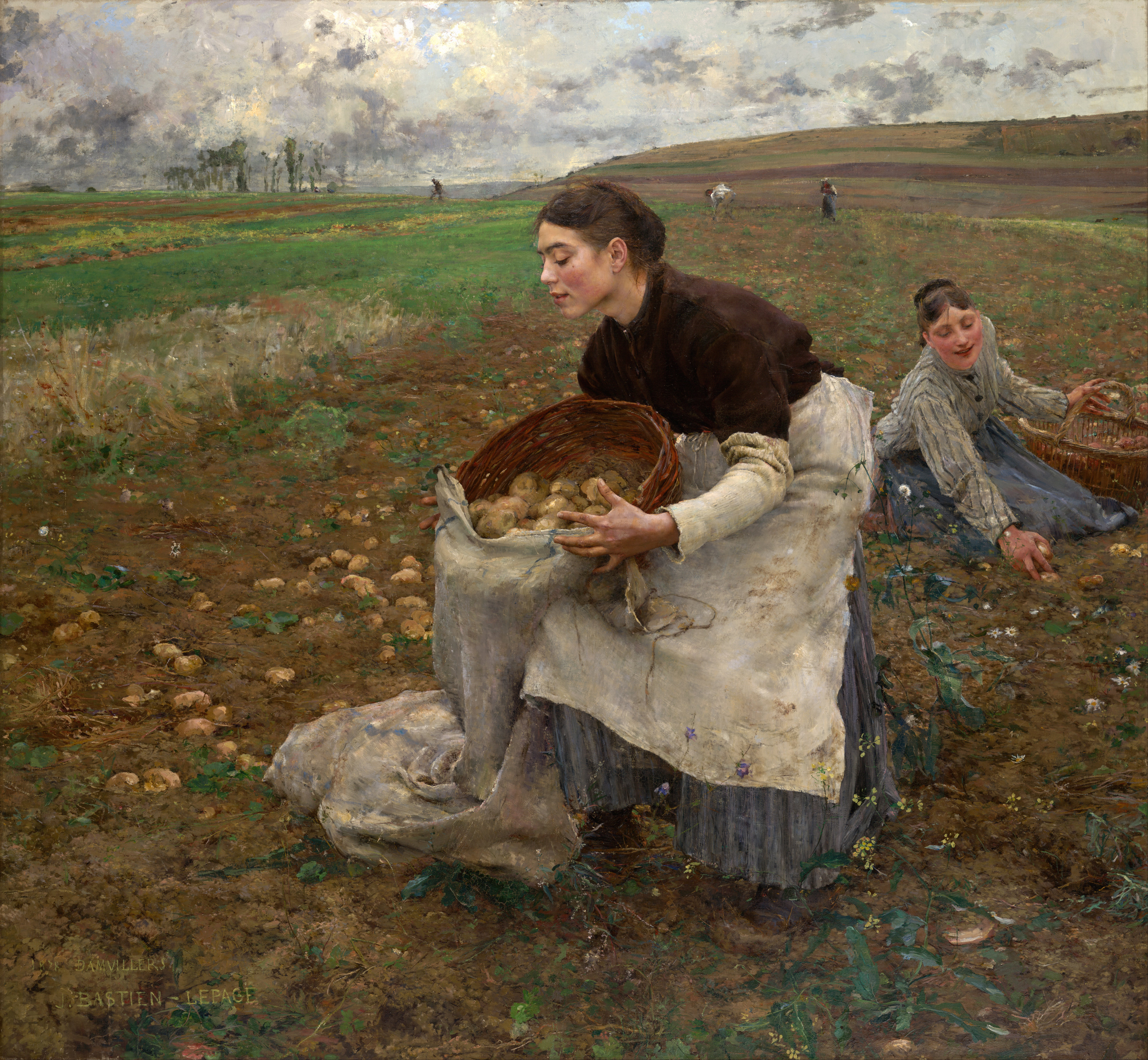
Jules Bastien-Lepage, Říjen, 1878
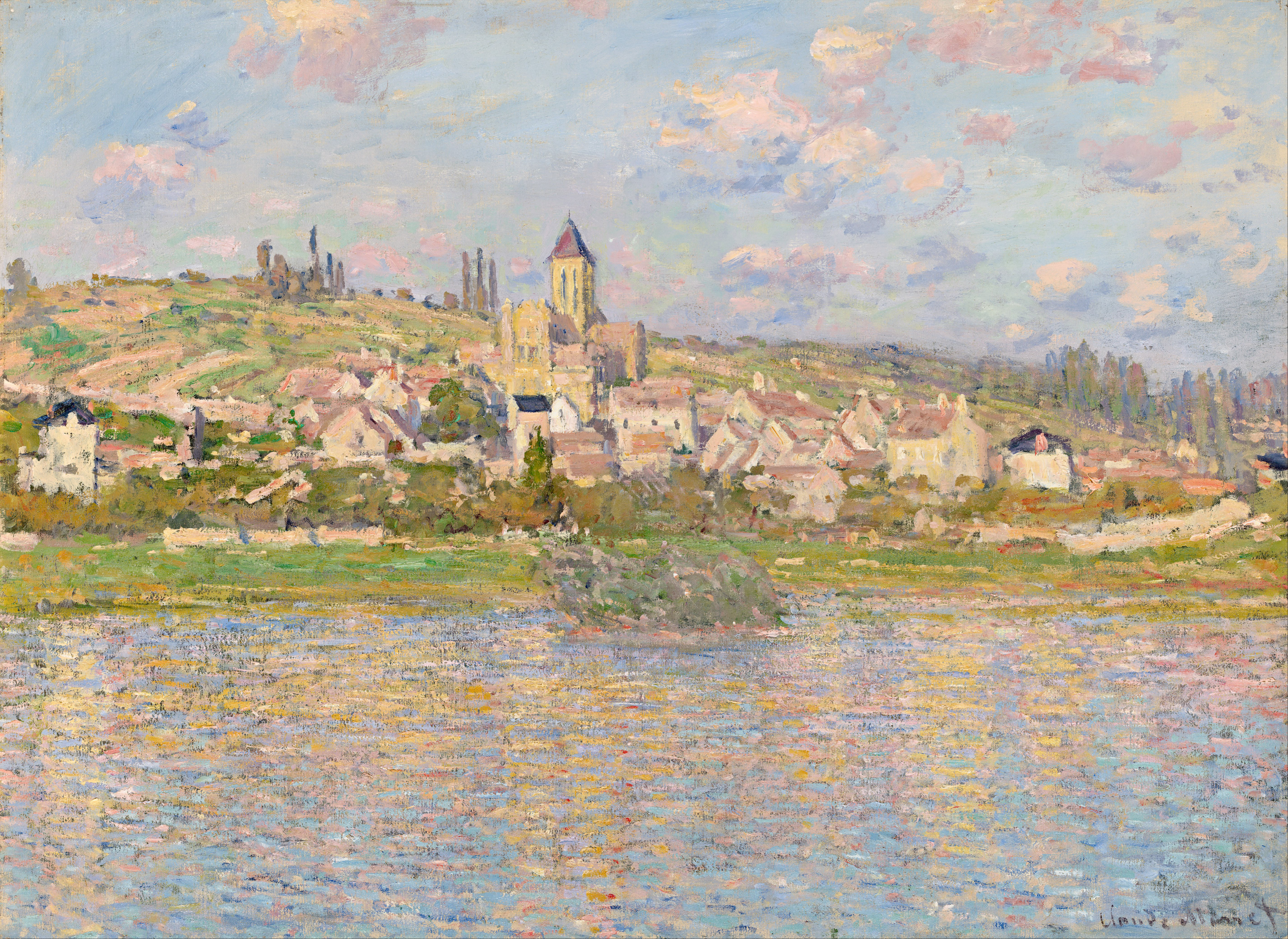
Claude Monet, Vétheuil, 1879
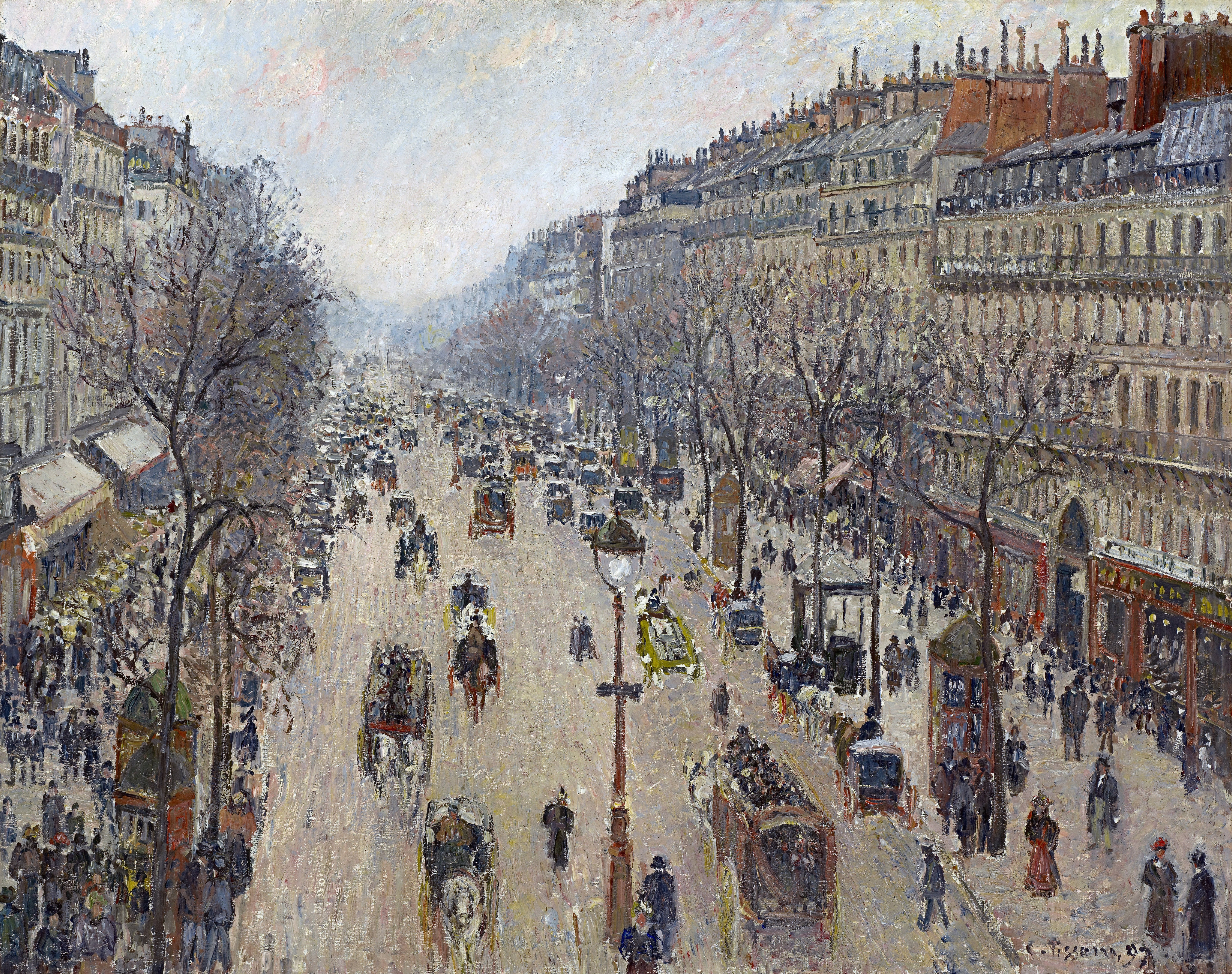
Camille Pissarro, Bulvár Montmartre, ráno, pod mrakem, 1897
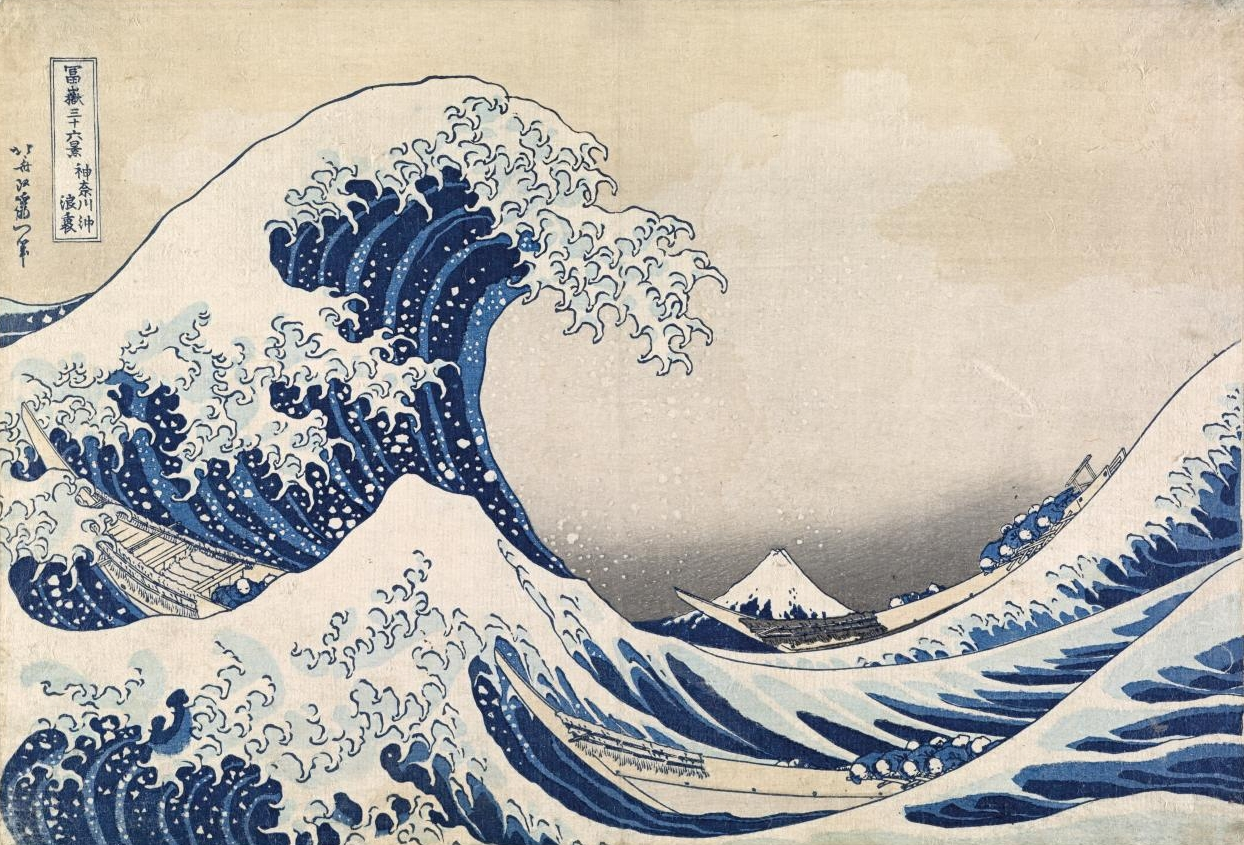
Kacušika Hokusai, Velká vlna u Kanagawy, c. 1830
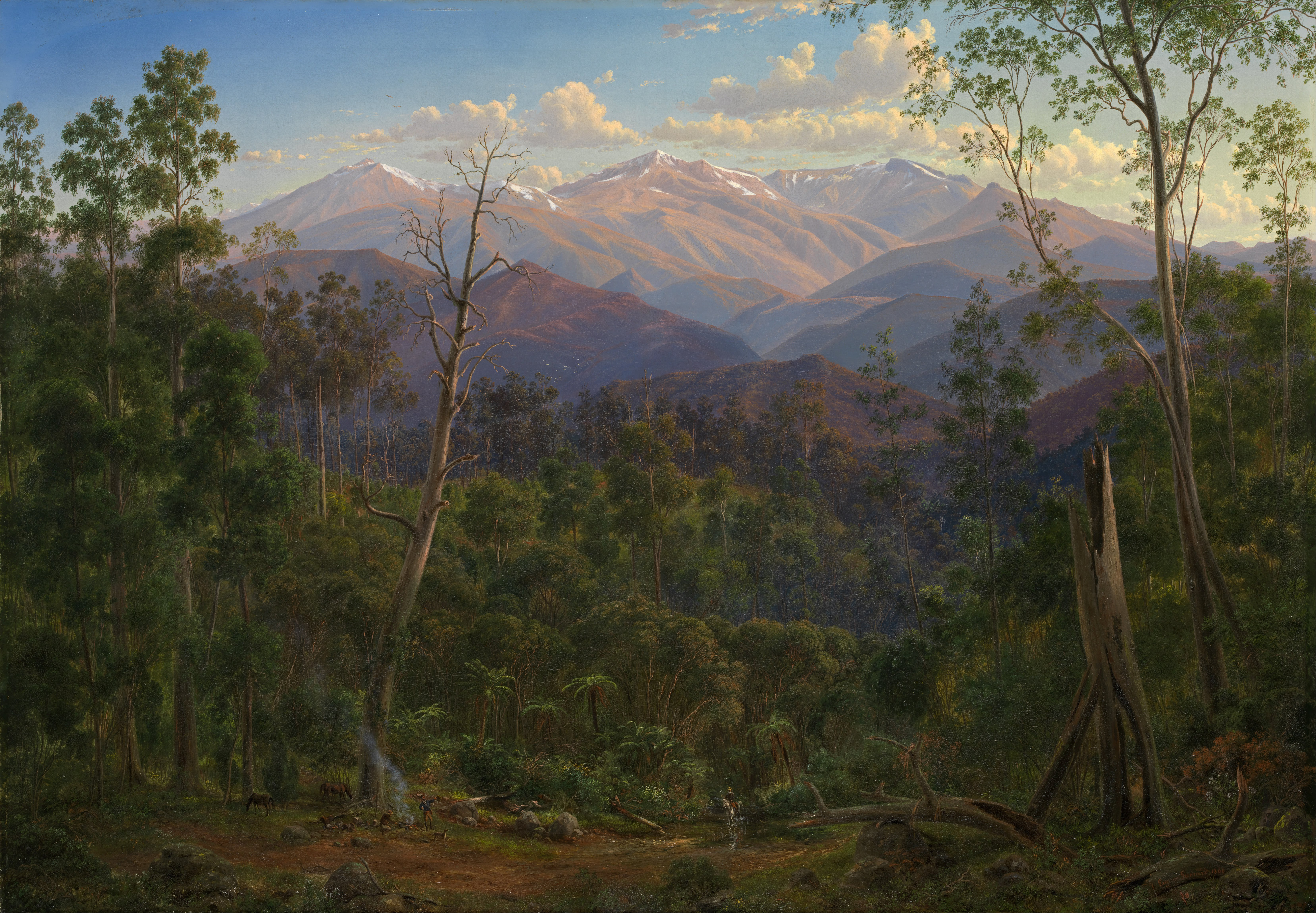
Eugene von Guerard, Mount Kosciusko, pohled od hranic Victorie, 1866
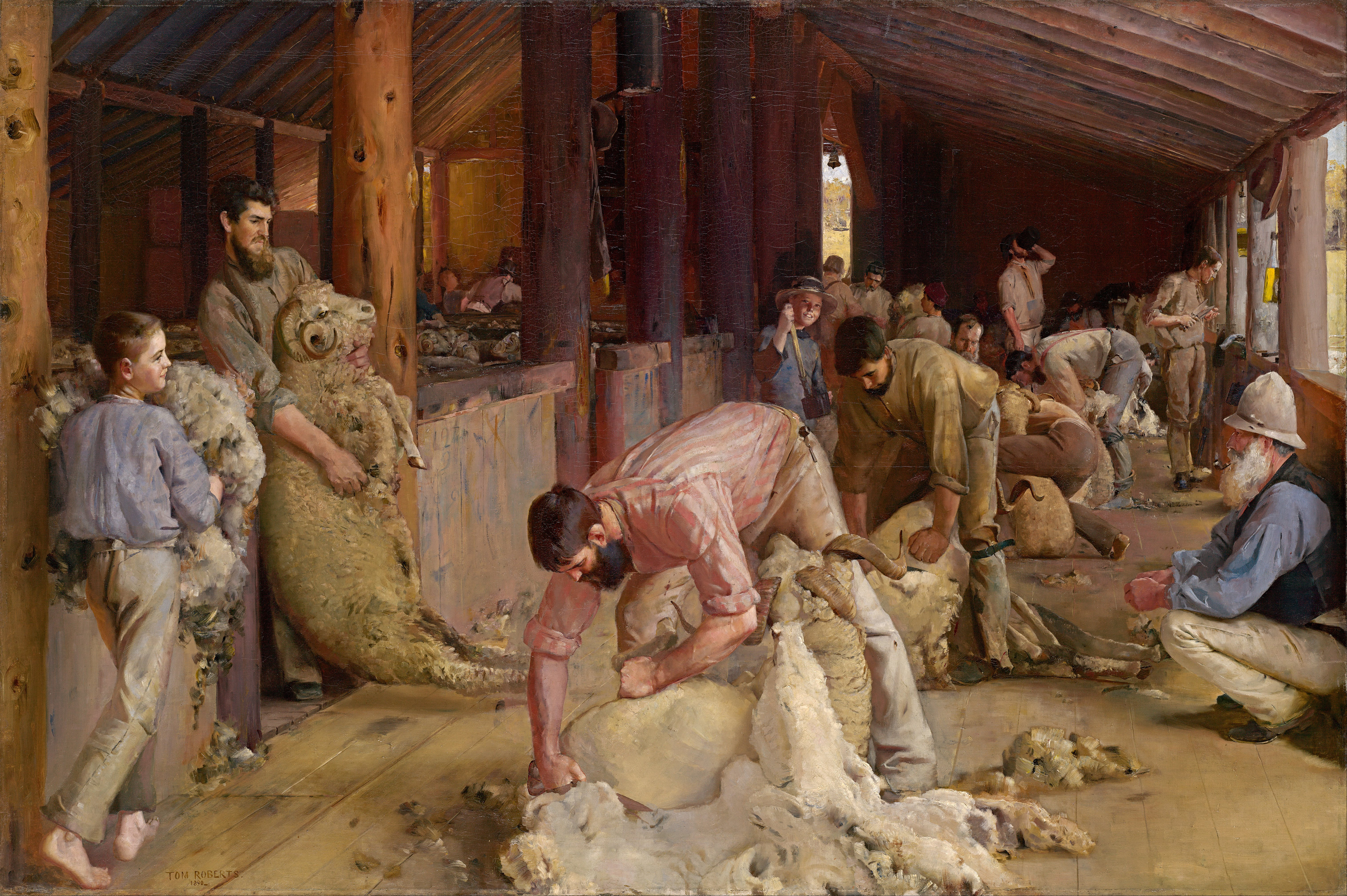
Tom Roberts, Stříhání beranů, 1890
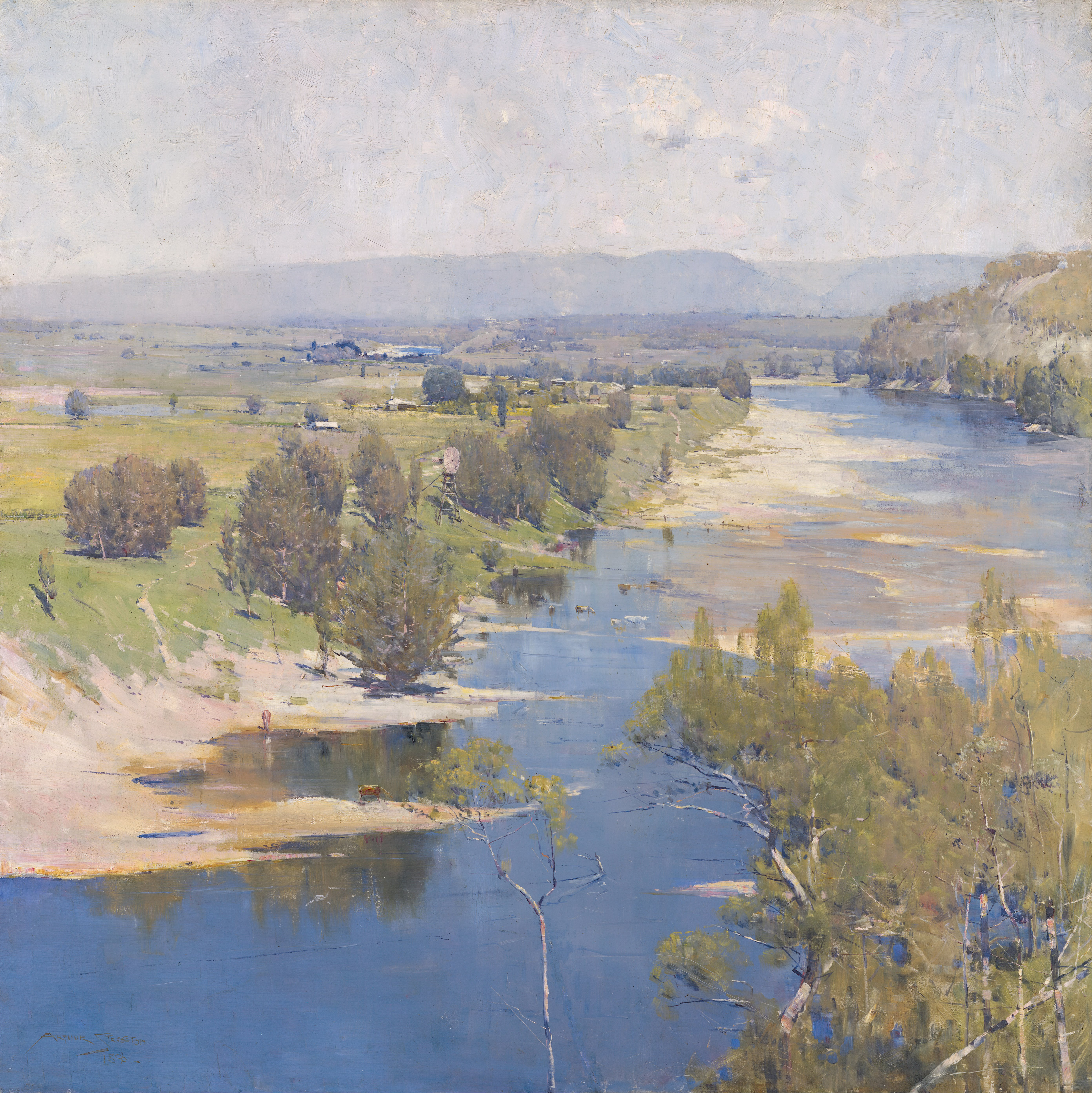
Arthur Streeton, Průhledná moc fialového poledne, 1896
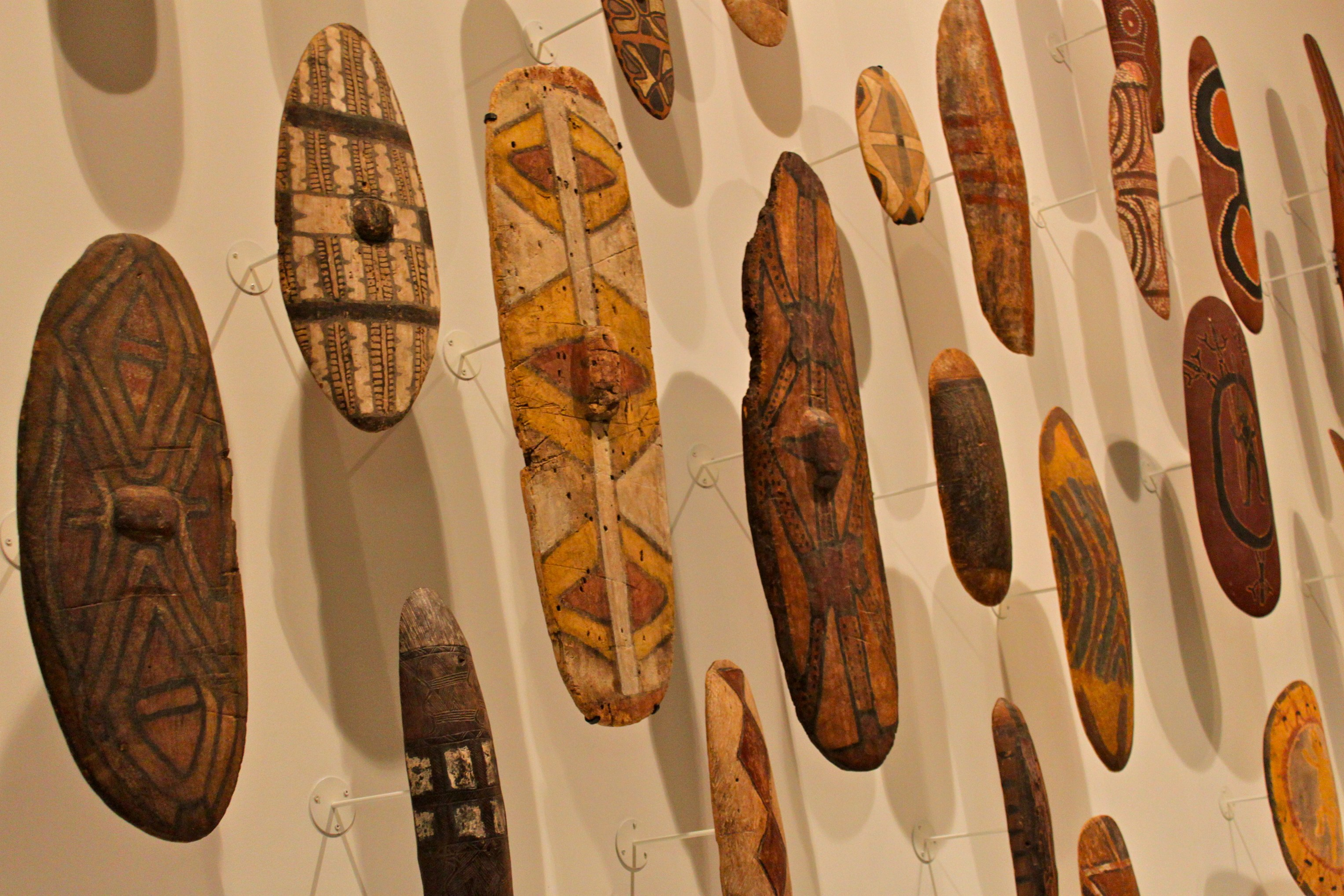
Aboriginské štíty
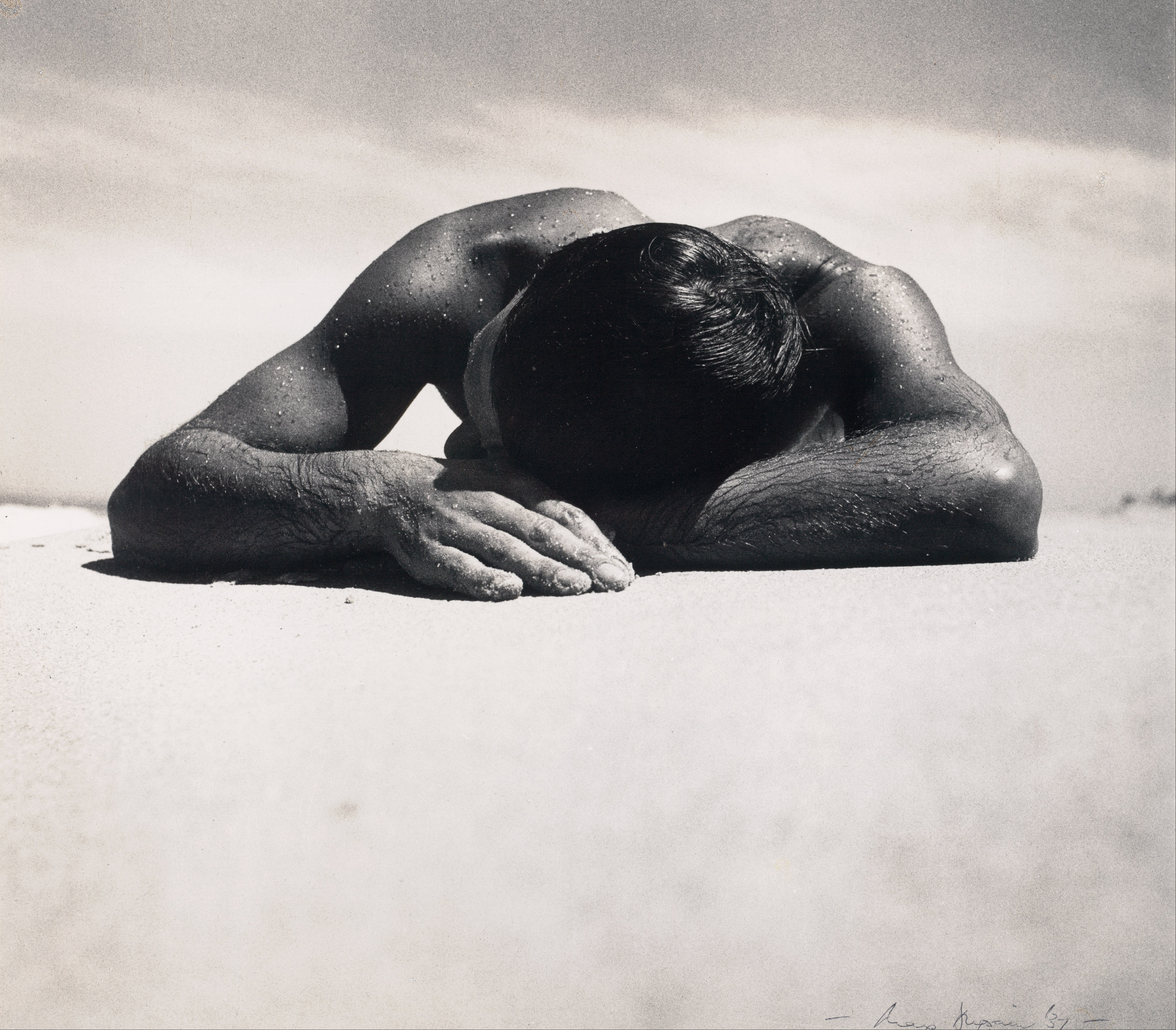
Max Dupain, Slunící se, fotografie, 1937